# 諸橋近代美術館
諸橋近代美術館（もろはしきんだいびじゅつかん、英語: Morohashi Museum of Modern Art）は、福島県北塩原村にある美術館である。
シュルレアリスムの巨匠サルバドール・ダリのコレクションで知られる。

## 概要
裏磐梯の五色沼近くにある美術館である。郡山市に本社を置くスポーツ・アパレル用品小売店「ゼビオ」の創立者・諸橋廷蔵のコレクションを基に設立され、公益財団法人諸橋近代美術館が運営している。館長の諸橋英二は廷蔵の長男。登録博物館施設。
公式サイトのURLが「Dali.jp」となっているように、サルバドール・ダリのコレクションが充実しており、約340点を所蔵する。ダリの収蔵館としてはサルバドール・ダリ美術館(アメリカ・セントピーターズバーグ (フロリダ州))、ダリ劇場美術館(スペイン・フィゲーラス)、ソフィア王妃芸術センター(スペイン・マドリード)につづく世界4位の所蔵数を誇り、またアジアで唯一のダリ常設美術館である。他に西洋近代絵画も所蔵する。主にクリスティーズやサザビーズなどのオークション会場で作品収集を行っている。

## 主な収蔵作品

### サルバドール・ダリ
- 彫刻

「宇宙像」、「時間のプロフィール」、「記憶の持続」、「かたつむりと天使」、「天使のヴィジョン」、「バラの頭の女性」、「ニュートンに捧ぐ」、「不思議の国のアリス」、「人の形をしたキャビネット」、「白鳥＝象」、「抽き出しのあるヴィーナス」、「回顧的女性胸像」など
- 絵画

「テトゥアンの大会戦」、「ビキニの3つのスフィンクス」、「ガラとロブスターの肖像」、「日没大気の寓話」、「ガラの建築物」、「ロックンロール七つの芸術」、「オリンピアのゼウス像」、「反プロトン的聖女被昇天」、「蝶と葡萄の風景」、「蝶のいる時の塔」、「ジャック・ウォーナー夫人の肖像」、「アン・ウッドワードの肖像」、「キャバレーの情景 」、「庭の少女たち」、「パンとクルミ」、「大胆な試み」、「甘美な死骸」など
- 版画

「ダンテ『神曲』」、「ドン・キホーテ」、「哲学者の錬金術」など

### その他
- ポール・セザンヌ 「林間の空き地」
- アルフレッド・シスレー 「積み藁」
- カミーユ・ピサロ 「ポントワーズ丘陵、牛飼いの少女 」
- ピエール＝オーギュスト・ルノワール 「パリ郊外、セーヌ河の洗濯船」、「モーリス・ドニ夫人」

- ヴィンセント・ファン・ゴッホ 「座る農婦」

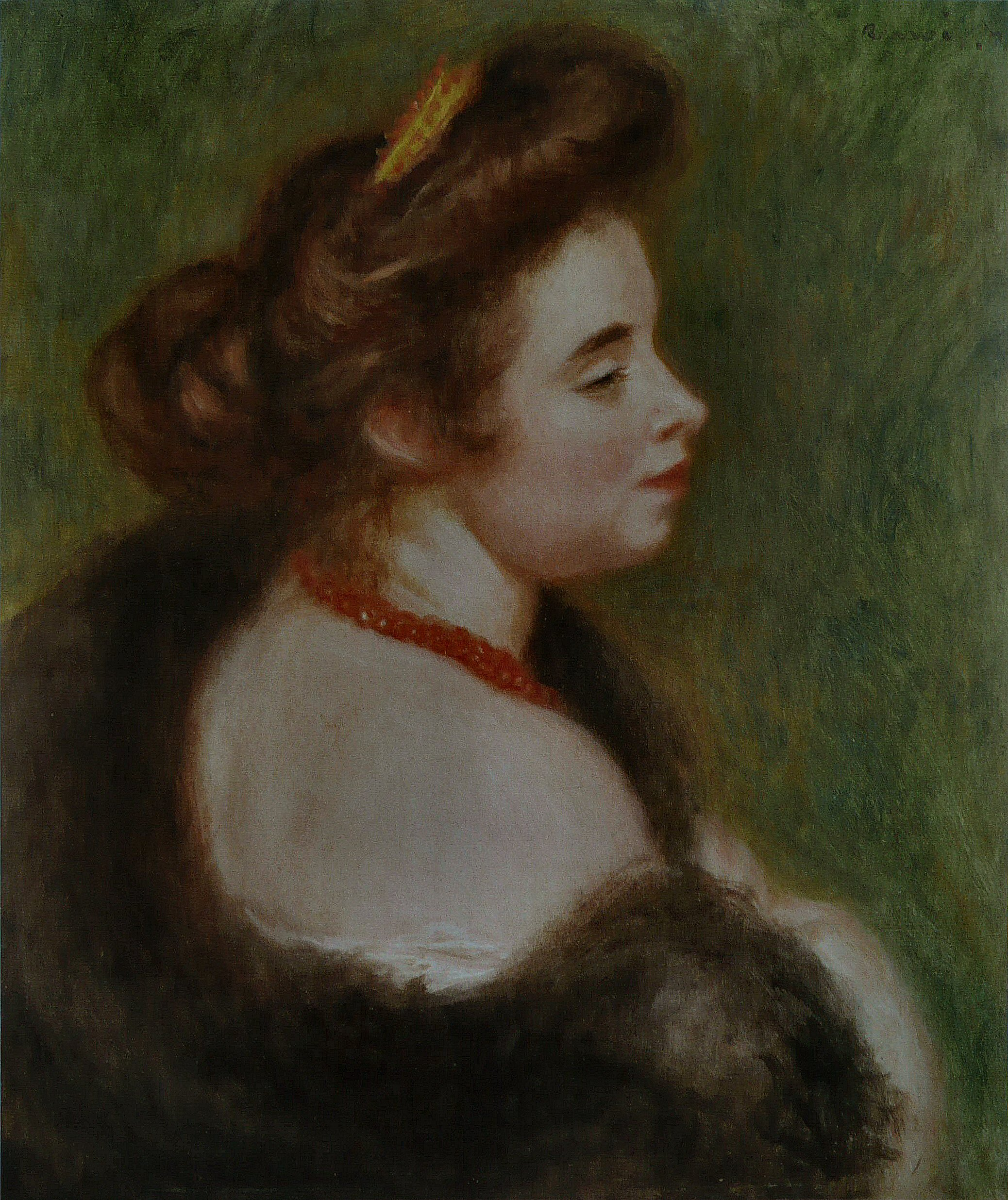
ルノワール『モーリス・ドニ夫人』（マルタ・ドニ）1904年

- ピエール・ボナール 「水浴する女たちのいる森の風景」
- アンリ・マティス 「ベル＝イルの花束」
- パブロ・ピカソ 「貧しき食事」、「戦士」、「画家Ⅳ、1964年11月1日」
- ジョルジオ・デ・キリコ 「イタリア広場」
- アンドレ・マッソン 「ジェネシスⅠ」
- ジョアン・ミロ 「気晴らしの梯子」、「ふくろうを捕まえる女」
- マックス・エルンスト 「暗黒の神々」
- モーリス・ユトリロ 「モンマルトルのソル通り」、「田舎の旧道」
- マルク・シャガール 「テルトル広場」、「黄色と赤の花束」
- ジョルジュ・ルオー 「ロシアバレエ団のダンサー」
- マリー・ローランサン 「ダンサー」、「コンポジション」、「読書」
- PJ クルック 「レッドドア」、「グリーンドア」、「現在-過去」、「夢」、「都会」、「ジャポニカ」、「映画館」、「ベッドでの朝食」、「締切日」、「きつね」など[1]
- 藤田嗣治 「シーソー」、「メキシコの家族」など